# Tức, Tín Dương
Tức (chữ Hán giản thể: 息县, Hán Việt: Tức huyện) là một huyện của địa cấp thị Tín Dương, tỉnh Hà Nam, Cộng hòa Nhân dân Trung Hoa. Sông Hoài chảy qua huyện Tức. Huyện này có diện tích 1836 km2, dân số năm 2002 là 910.000 người. Huyện lỵ đóng tại trấn Thành Quan.
Huyện Tức được chia ra các đơn vị hành chính:
- Trấn: Thành Quan, Bao Tín, Hạ Trang, Đông Nhạc, Tiểu Hồi Điếm và Hạng Điếm.
- Hương: Thành Giao, Tôn Miếu, Lộ Khẩu, Trương Đào, Bành Điếm, Dương Điếm, Bạch Thổ Điếm, Cương Lý Điếm, Trường Lăng, Trần Bằng, Lâm Hà, Quan Điếm, Tào Hoàng Lâm và Bát Lý Xóa.